# Дорогомиловская Застава
Пло́щадь Дорогоми́ловская Заста́ва — площадь в районе Дорогомилово Западного административного округа города Москвы. Площадь расположена в треугольнике Кутузовского проспекта, Большой Дорогомиловской улицы и улицы Андрея Карлова.
Расположена на месте одной из застав Камер-Коллежского вала (точнее, несколько западнее того места, где первоначально располагалась застава). Дорогомиловская застава — начало исторической дороги из Москвы на Можайск и Смоленск. В 1963 году была проведена реконструкция площади, когда она была застроена монументальными домами, создающими единый парадный ансамбль Кутузовского проспекта как западных ворот Москвы.

## Происхождение названия
Названа по находившейся в этой местности Дорогомиловской заставе у Камер-Коллежского Вала.

## История
Район Дорогомилово исторически был московскими воротами на запад, отсюда шла Смоленская дорога.
В 1606 году в этом месте были поставлены первые в России деревянные триумфальные ворота для торжественной встречи Марины Мнишек.
В июне 1635 году на этой московской окраине русская знать встречала останки умершего в польском плену царя Василия Шуйского.
Когда в 1742 году вокруг Москвы шло возведение Камер-Коллежского вала, на нём было создано 18 застав, получивших названия близлежащих местностей или дорог, на которых они стояли. Застава, сооружённая на Смоленской дороге, располагалась на территории села Дорогомилово и называлась потому Дорогомиловской. С конца XVIII века Камер-Коллежский вал стал фактической, а с 1806 года — официальной границей Москвы.
Спустя ещё полвека заставы были ликвидированы, земляной вал постепенно срыт, а на его месте возникли улицы (в частности, улица Можайский Вал; безымянный проезд во дворе д.6 по Кутузовскому проспекту, бывший Дорогомиловский Вал — бывшие валы в непосредственной близости от Дорогомиловской Заставы).
Позже Дорогомиловская Застава приобрела вид городской площади на пересечении двух крупных дорог, сохранившей в своём названии слово «застава».
В 1963 году была проведена реконструкция площади по проекту архитекторов Л. Голубовского, А. Корабельникова, А. Кузьмина, С. Кучанова, Ю. Семёнова. Она была застроена тремя девятиэтажными домами, составляющими единый объём. К центральному корпусу примыкает большой универмаг, второй этаж которого выступает над проезжей частью вперёд и накрывает тротуар на всю его ширину, образуя крытую галерею на уровне первого этажа (речь идёт о домах № 15 и 17 по Кутузовскому проспекту и № 16 по Большой Дорогомиловской улице. Центральным корпусом является дом № 17 по Кутузовскому проспекту.)
В 2017 году безымянный проезд между Кутузовским проспектом и Большой Дорогомиловской улицей у обелиска «Москва — город-герой» получил название улицы Андрея Карлова, в память об убитом в 2016 году в Турции после России А. Г. Карлове.

## Примечательные здания и сооружения
- Обелиск «Москва — город-герой». 40-метровый четырехгранный обелиск серого гранита, завершается золотой звездой. На нём изображение ордена Ленина и текст Указа Президиума Верховного Совета СССР о награждении Москвы званием «город-герой» и другими наградами.
- Под площадью располагается первый транспортный тоннель Москвы, сооружённый в 1959 году. Тоннель односторонний, используется для сквозного движения по Кутузовскому проспекту в центр.
- Один из первых подземных пешеходных переходов в городе также расположен под площадью. Он был сооружён в 1962 году. Изначально был облицован желтоватой керамической плиткой. (Первый подземный переход Москвы располагается под Садовым кольцом под Смоленской площадью.)
- Кутузовский пр-т. д. 16 — бывший овощной магазин. В конце 1990-х торговый центр «Кутузовский 16», но уже несколько лет здание пустует.
- Кутузовский пр-т. д. 17 — в советское время здесь было кафе «Хрустальное», затем — ресторан «Хрустальный». В начале 1990-х здесь располагался ресторан «Пицца Хат». В здании расположен Фирменный магазин № 14 «Императорский фарфор» (Императорский фарфоровый завод).

## Транспорт
- Станции метро: Киевская (~900 м), Кутузовская (1,5 км). Также планируется строительство станции Дорогомиловская на Калининско-Солнцевской линии, для чего при строительстве под площадью был оставлен задел в виде ровного и прямого участка туннеля.
- Автобус: м2, м7, н2, т34, 297, 116, 157, 205, 266, 454, 474, 840.